# Wikstroemia raiateensis
Wikstroemia raiateensis är en tibastväxtart som beskrevs av John William Moore. Wikstroemia raiateensis ingår i släktet Wikstroemia och familjen tibastväxter. Inga underarter finns listade i Catalogue of Life.